# Augusto Frullani
Augusto Frullani (Monte San Savino, 1858 – 1940) è stato un pallonista italiano, giocatore di pallone col bracciale.

## Biografia
Frullani fu atleticamente impostato e allenato dal padre Agostino, talentuoso pallonista, che aiutò Augusto a potenziare le sue doti tecniche che sommate a una forza fisica notevole lo fecero diventare uno dei migliori battitori della storia. 
Garreggiò nei principali sferisteri conseguendo sempre glorie e onori. Con il pratese Bruno Banchini e il fiorentino Giovanni Ziotti formò una squadra memorabile. Insuperato primatista della volata, era in grado di lanciare, più volte  consecutivamente, il pallone dalla linea di battuta a oltre 100 m. in distanza. Le testimonianze di questi suoi colpi fenomenali si trovano in iscrizioni su pietra degli sferisteri di Bologna, Firenze, Milano e altre città. Fu entusiasticamente definito dai suoi innumerevoli estimatori il primo giocatore del mondo. 
Nella sua lunga carriera accumulò cifre ingenti che in parte sperperò, eludendo l'accorto controllo della moglie, in avventure con le più belle donne della sua epoca.